# الهنود في البحرين
تاريخ الهنود في البحرين يعود إلى زمن حضارة دلمون 3000 قبل الميلاد عندما كانت الحضارة حلقة وصل تجارية بين بلاد ما بين النهرين وحضارة وادي السند. هجرة الهنود إلى البحرين بدأت لأول مرة في الربع الرابع من القرن 19 مع التجار البنيان القادمين من الحكم البريطاني. اليوم يقدر عدد الهنود بنحو 400 ألف شخص من مجموع سكان البلاد البالغ 1.3 مليون نسمة مما يجعلهم أكبر مجموعة مغتربين في البلاد.

## التاريخ
في البداية التجار الهنود في البحرين تداولوا التمور رغم أن معظم الدخل يأتي من أعمال غوص على اللؤلؤ وساعدوا في تصدير اللؤلؤ إلى السوق العالمية. هذه العائلات التجارية نشأت في إقليم السند ومنطقة كاثياواد في ولاية غوجارات. بحلول عام 1925 كانت التقديرات تشير إلى أن هناك 2500 عائلة هندية استقروا في البلاد معظمهم يمارسون العمل في تجارة التجزئة. مع اكتشاف النفط في البحرين في عام 1932 كان هناك طلب على اليد العاملة في قطاع النفط مما أدى إلى عدد أكبر من العمال الهنود المهاجرون إلى البلاد. في أعقاب الحرب العالمية الثانية توسع اقتصاد البحرين نتيجة للطفرة النفطية أدى إلى هجرة عدد أكبر من الهنود إلى البلاد لإقامة مشاريعهم الخاصة ولملء مطالب القوى العاملة كعمال ومدراء وباعة. قبل عقد 1950 كانت شركة نفط البحرين وهي شركة النفط الوحيدة في البلاد استخدمت أكثر من 600 هندي. عدد العمال المهاجرين من ولاية كيرلا في البحرين ارتفع من ألف في عام 1958 إلى ما يقرب من خمسة آلاف في 1981.
الهنود في البلاد يتكونون في الغالب من أصحاب الوظائف ذوي الياقات الزرقاء. 70٪ من عمال الجالية الهندية يعملون في قطاع البناء والتشييد في البلاد مع غيرهم من العاملين مثل الحلاقين والنجارين. حوالي 15 ألف هندي يعملون خدم في المنازل أغلبهم من النساء. معظم النساء الهنديات يعملن معلمات في المدارس الخاصة في البلاد. على الرغم من العدد الهائل من الهنود العاملين كعمال من ذوي الياقات الزرقاء فإن العمال الهنود من ذوي الياقات البيضاء موجودون في البلاد وغالبا ما يعملون صيادلة وأطباء ومحاسبين. في السنوات الأخيرة انتحر عدد كبير من الهنود مما أدى إلى غضب شعبي عارم في البحرين والهند حيث طالب قادة المجتمع المحلي بالمزيد من خدمات المشورة والدعم.
افتتحت أول سفارة هندية في البلاد في يناير 1973. وقبل ذلك كان السفير الهندي لدى الكويت معتمدا في نفس الوقت للبحرين.

## الثقافة
هناك 32 منظمة ثقافية هندية مسجلة مع 68 منظمة اجتماعية وثقافية ونوادي غير مسجلة أخرى. هناك العديد من أماكن العبادة غير الإسلامية الموجودة في البلاد بما في ذلك المعبد الهندوسي البالغ من العمر 60 عاما وخمس كنائس وستة غوردوارا. أقدم وأكبر ناد اجتماعي هندي في البلاد هو النادي الهندي الذي يضم أكثر من 4 آلاف عضو. تأسس النادي للمرة الأولى في عام 1915 باسم نادي البحرين للرياضيات لخدمة السكان الأصليين وغير الأصليين في البلاد. تأسست جمعية كيرالييا ساماجام البحرين في عام 1947. العديد من الجمعيات الهندية هي تحت مظلة لجنة تنسيق الجمعيات الهندية التي تنسق الأحداث للمجتمع الهندي مثل اليوم الجمهوري الهندي. كما ساعدت لجنة التنسيق في توفير الإغاثة للعمال الهنود في المآسي مثل كارثة غرق بانوش الدانة 2006 الذي أسفر عن مقتل 17 هنديا.

### التعليم
هناك مدارس متعددة تم تأسيسها في البلاد في القرن العشرين التي تقدم المناهج حسب مناهج المجلس المركزي للتعليم الثانوي الهندي حيث أن المدرسة الهندية البحرين أول مدرسة هندية أنشئت وذلك في عام 1950. قائمة مدارس مناهج المجلس المركزي للتعليم الثانوي الهندي في البحرين هي:
- مدرسة النور العالمية.
- المدرسة الآسيوية.
- مدرسة ابن الهيثم الإسلامية.
- مدرسة الأفق الجديد.
- مدرسة الألفية الجديدة.
- المدرسة الهندية.
- المدرسة الهندية البحرين (ثقة بهاراتيا فيديا بهافان التعليمية).